# Cattenières
Cattenières é uma comuna francesa na região administrativa de Altos da França, no departamento do Norte. Estende-se por uma área de 5.4 km². Em 2010 a comuna tinha 692 habitantes (densidade: 128,1 hab./km²).